# Манастир Лепавина
Лепавина је манастир Митрополије загребачко-љубљанске Српске православне цркве у истоименом селу, општина Соколовац. Налази се недалеко од града Копривнице у Републици Хрватској. Посвећен је Ваведењу Пресвете Богородице.
Игуман Манастира Лепавина од 1984. године до 2017. био је архимандрит Гаврило Вучковић.

## Прошлост
Према старом локалном летопису, манастир Лепавина је подигнут око 1550. године, дакле ускоро по оснивању првих српских насеља у овом крају. Као његов оснивач помиње се монах из манастира Хиландара (са полуострва Атос у данашњој Грчкој) – Јефрем Вукодабовић, пореклом Херцеговац, који је са два монаха из Босне саградио дрвену црквицу. Убрзо им се придружило још неколико монаха, а установа је, према летопису, проглашена манастиром.
Турци и исламизирано становништво из Ступчанице, Пакраца и Бијеле, под вођством Зареп-аге Алије, су у августу 1557. године спалили цркву и монашке зграде, четири монаха су убијена, а двојица одведена у ропство.
Године 1598. у Лепавину је дошао јеромонах Григорије, такође сабрат Хиландара, са двојицом монаха из манастира Милешева, те је манастир обновљен. Православном становништву, које је непрекидно учествовало у борбама против Турака и њихових помагача, 1630. дане су повелике повластице, чиме су створени услови за градњу ширих размера.
Архимандрит Висарион је 1635. године дошао у Лепавину и ставио се на чело манастира, те је под његовим надзором од 1636. до 1642. изникао озбиљнији манастирски комплекс.
Барон Јоханес Галер је у септембру 1642. године потврдио манастиру право власништва свих имања које су му подарили сељани Брањске и Сесвечана. То исто су посебним писмима учинили и барон Сигмунд фон Ајбисвалд, затим војвода Гвозден са Ђорђем Добројевићем, Блажом Пејашиновићем и војводом Радованом (5. фебруара 1644), барон Хонориус фон Траутмансдорф (10. јула 1644) и гроф Георг Лудвиг фон Шварценберг (23. новембра 1644). Руски цар Алексије Михајлович је 1651. године дозволио да калуђери лепавински могу сваке седме године долазити у Русију, ради скупљања прилога.
Историја манастира Лепавине неодвојиво је повезана са историјом Срба у Вараждинском генералату, који су се поистовећивали са православљем и устрајно се одупирали верској унији са Римокатоличком Црквом. Писмо манастирских калуђера загребачком бискупу из 1658. године у којем износе "да су покорни оцу папи и прави католичани" треба прихватити као "бацање прашине у очи". Монаси узимају учешћа и у борби локалног становништва против друштвених неправди: 1666. године страдају у великој буни крижевачког великог судије Осмокруховића, а 1672. године су заједно са монасима из Гомирја (укупно њих 14) били осуђени на доживотно робовање на галијама и у оковима послани на Малту. (То спомиње и Адам Прибићевић у књизи "Насељавање Срба по Хрватској и Далмацији") 24. новембра 1715. (одн. 13. новембра према јулијанском календару) на прагу манастирске цркве је из пушака убијен игуман Кодрат, што је била последица спорова са оближњим унијатским (гркокатоличким) свештенством.
Живео је у манастиру Лепавини 1666. године владика Србославунски (православни, славонски) Јоаким Ђаковић. Он је 1665. године даровао манастиру јеванђеље штампано у Москви 1649. године. Поткрај 1692. године и почетком 1693. године боравио је у Лепавини српски (пећки) патријарх Арсеније III. Чарнојевић (Црнојевић). Окупљао је народ и проповедао у манастиру, те одлазио у посете околним крајишким војводама, што је подигло углед манастира, који је – после предавања манастира Марче унијатима – постао најважнији центар православља у том крају.
На челу манастира налазио се 1731. године игуман Данило. Православци из Вараждинског генералата успели су 1734. године добити дозволу за православног епископа – унијатски епископ (бискуп) је за седиште примио недавно одузети манастир Марчу, док је за резиденцију новог православног епископа одређена Лепавина. Међутим, због периферног положаја Лепавине, коначно седиште православне епископије постао је Северин, док је епископија добила назив Лепавинско-северинска епархија. У Лепавини је сахрањен први лепавинско-северински епископ Симеон (Филиповић), који је умро у истражном затвору у Копривници, што је опет била последица постепеног наметања уније локалним православцима.

### Манастирски храм
Иако православцима живот под Маријом Терезијом није био лак – православље је краће време стављено и изван закона, а лепавински манастир је требало да припадне унијатима – половином 18. столећа изграђена је данашња манастирска црква. Она је посвећена празнику Ваведење Пресвете Богородице. Градњу је водио Никола Поповић, некадашњи “протопоп хорвацки” и бивши парох Писанице, гдје је био подигао лепу цркву. Никола се замонашио и постао лепавински архимандрит Никифор. Довршену цркву барокног стила посветио је 25. марта 1753. године костајнички епископ Арсеније Теофановић, који је готово стално боравио у Северину. Године 1758. помиње се капелица манастирска посвећена Св. Николи, у којој је обављано рукоположење калуђера.
Манастирски иметак се 1902. године састојао од 515 ј. 553 кв хв земље, са катастарским чистим приходом од 1.759 к 82 п. То је вредност од укупно 35.196 к 90 п. Вредност манастирских здања износи 77980 к, права 240 к, вредносни папири 3.882 к 18 п, драгоцености 426 к 18 п, опреме 22.446 к 90 п, и остале покретности 6.114 к 60 п. Вредност целокупног манастирског имања процењен је на 146.306 к 8 п. Манастир је обновљен 1923.
Изузетно тешке тренутке је манастир проживео у време Другог светског рата. Одмах после окупације братство је ухапшено и одведено у логор. Јеромонах Јоаким (Бабић) је убијен, а остали су монаси прогнани у Србију. 27. октобра 1943. године манастир је бомбардован, манастирске зграде су готово сасвим разрушене, а црква и конак тешко су оштећени. Црквена опрема је била у целини уништена, али је у делу конака који је избегао рушење остао сачуван део манастирске библиотеке, који су присвојили унијатски свештеници.

## Послије Другог свјетског рата
После рата у манастиру живи отац Симеон (Сакуљ), који га делимично обнавља и враћа отуђено благо. Залагањем загребачко-љубљанског митрополита Јована (Павловића), који је 1977. постао поглавар епархије, манастир полако враћа некадашњи сјај и важност. Веза са манастиром Хиландаром поново је оживела 1984. године доласком хиландарског монаха Гаврила (Вучковића), који је након неког времена постао манастирски игуман и напослетку архимандрит.
У обнови манастира учествовали су Светски савет цркава, Евангелистичка омладина из Виртемберга и верници Евангелистичке цркве из Штутгарта.
Захваљујући пожртвованом раду оца Гаврила (Вучковића), духовни живот је у успону: братство броји неколико чланова, издаје се часописа „Пут, Истина и Живот“, а манастир је омиљено стециште ходочасника не само из Хрватске, него из целе Европе, па и шире. Посећују га реке православних и римокатоличких верника, као и они који траже одговоре на нека духовна питања или помоћ у невољи. Лепавина служи мостом у новом дијалогу љубави између источне и западне Цркве, старе размирице се заборављају, а успоставља се нова атмосфера међусобног разумевања и истинског дубљег упознавања.

## Манастирске драгоцјености
Манастир се поноси чудотворном иконом Пресвете Богородице Лепавинске, која га и чини важним ходочасничким средиштем. Насликана је у критско-италијанском стилу са почетка 16. века. Не зна се како је тачно доспела у манастир, а локално предање каже да је била ту док је манастир још био у повојима.
Године 1691. штампане су неке богослужбене књиге (минеји) у Москви да би биле дароване манастиру Лепавини. На свакој је писало да је ту књигу дао руски цар Петар Велики: "Србској земли ваведенског манастира Леповинског".
Једна од знаменитости био је и црквени иконостас из 1775. године, рад једног од најбољих представника раног српског барока, Јована Четиревића-Грабована и његовог ученика Григорија Поповића, уништен у Другом светском рату, а од њега су се сачувале само три слике. Поред ових, у манастиру се чувају и старије иконе светог Симеона Немање, светог Саве и икона Ваведења Пресвете Богородице, које су израђене у Лепавини 1647. године.
Особиту вредност представљају старе рукописне и штампане књиге. Међу најстарије спадају два четвероеванђеља из 13. и 14. века, од којих је једно српско-рашке, а друго македонске редакције, оба са лепим иницијалима. Будући да је Лепавина служила и као основна школа за стицање писмености и основних знања, овде су похрањиване и многобројне писане и копиране књиге.

### О манастиру
- Красић, В. Манастир Лепавина: прилог к српској историји. Нови Сад: Српска штампарија дра Светозара Милетића, 1889.
- Кашић, Душан Љ. (1971). Српски манастири у Хрватској и Славонији. Београд: Српска Патријаршија.
- Кашић, Душан Љ. (1986). Отпор Марчанској унији: Лепавинско-северинска епархија. Београд: Православље.
- Гавриловић, С. Из историје Срба у Хрватској, Славонији и Угарској: XV-XIX век. Београд: Филип Вишњић, 1993.
- Чуда пресвете Богородице Лепавинске. Ур. В. Србљан. Соколовац: Манастир Лепавина, 2000.

### О ликовној уметности манастира
- Јовановић, М. “Јован Четиревић Грабован,” Зборник за ликовне уметности 1 (1965), 199-222.
- Милеуснић, С. “Византина у црквеном сликарству Славоније”, Зборник Матице српске за ликовне уметности 34/35 (2003), 19-29.
- Милеуснић, С. “Сликар Остоја Мркојевић и његова иконописачка дела”, Зборник за ликовне уметности 21 (1985), 353-368.

### О историји Православне цркве и Срба у Хрватској
- Ивић, Алекса (1909). Сеоба Срба у Хрватску и Славонију: Прилог испитивању српске прошлости током 16. и 17. века. Сремски Карловци.
- Гавриловић, С. Срби у Угарској, Славонији и Хрватској, у борбама против Турака од XV до XVIII века. Београд: Нова, САНУ, Балканолошки институт, 1993.
- Гавриловић, Славко (1995). „О унијаћењу и покатоличавању Срба у Хрватској, Славонији и Угарској (XIII-XIX век)”. Зборник о Србима у Хрватској. 3: 7—44.
- Гавриловић, Славко (1996а). „Унијаћење Срба у Хрватској, Славонији и Барањи (XVI-XVIII век)”. Српски народ ван граница данашње СР Југославије од краја XV века до 1914. године. Београд: Завод за уџбенике и наставна средства. стр. 37—47.
- Гавриловић, Славко (1996b). „Проблем унијаћења и кроатизације Срба”. Република Српска Крајина. Топуско-Книн-Београд: Српско културно друштво "Сава Мркаљ", Српско културно друштво "Зора", Радничка штампа. стр. 111—126.
- Грујић, Радослав (1908). Пропаст манастира Марче. Загреб: Српска штампарија.
- Грујић, Р. М. Марчанска унија и унија у Жумберку. Сремски Карловци: Патријаршиска штампарија, 1938.
- Зборник о Србима у Хрватској. 4 тома. Ур. В. Кресић. Београд: Српска академија наука и уметности, 1989, 1991, 1995, 1999.
- Зборник радова о повијести и култури српског народа у Социјалистичкој Републици Хрватској. Загреб: ЈАЗУ, Завод за повијесне знаности. 1988.
- Касер, К. Слободан сељак и војник: повојачење аграрног друштва у Хрватско-славонској Војној крајини (1535—1881). 2 тома. Загреб: Напријед, 1997.
- Кашић, Душан Љ. (1967). Срби и православље у Славонији и сјеверној Хрватској. Загреб: Савез удружења православног свештенства Хрватске.
- Кашић, Душан Љ. (1988). Српска насеља и цркве у сјеверној Хрватској и Славонији. Загреб: Савез удружења православних свештеника Хрватске.
- Прибићевић, А. Насељавање Срба по Хрватској и Далмацији. Загреб: Заједница Срба у Хрватској, 2000.
- Roksandić, Drago (1991). Srbi u Hrvatskoj od 15. stoljeća do naših dana. Zagreb: Vjesnik.
- Швикер, Ј. Х. Историја унијаћења Срба у Војној крајини. Нови Сад: Архив Војводине, Сремски Карловци: Каирос, Београд: Музеј Српске православне цркве, Крагујевац: Каленић, 1995.
- Веселиновић, Рајко (1993). „Срби у Хрватској у XVI и XVII веку”. Историја српског народа. књ. 3, св. 1. Београд: Српска књижевна задруга. стр. 427—490.